# Šipačina
Šipačina (en serbe cyrillique : Шипачина) est un village de Serbie situé dans la municipalité de Raška, district de Raška. Au recensement de 2011, il comptait 125 habitants.

## Démographie

### Évolution historique de la population
| 1948 | 1953 | 1961 | 1971 | 1981 | 1991 | 2002 | 2011 |
| ---- | ---- | ---- | ---- | ---- | ---- | ---- | ---- |
| 241  | 257  | 282  | 269  | 258  | 228  | 252  | 125  |

|  |